# Actinidia laevissima
Actinidia laevissima là một loài thực vật]] thuộc họ Actinidiaceae. Đây là loài đặc hữu của Trung Quốc.